# Президент Герцогства Буковина
Буковинський крайовий президент (нім. Bukowiner Landespräsident; Landespräsident des Herzogtums Bukowina) - найвища посадова особа Герцогства Буковина, намісник Цісаря на Буковині («австрійська частина»). Крайовий президент відповідав за виконання законів на довіреній йому території та формував власну стратегію управління. Також намісник цісаря на Буковині мав політичну владу, яка будувалась на основі ресурсів та поточної ситуації на Буковині. Важливим аспектом діяльності президента краю є його діяльність в національній політиці та  ідентифікація місцевим населенням в ролі "представника Відня".

## Історичні передумови
Після обнародування «Цісарської конституції» (1849) на Буковині була створена комісія у складі 15 осіб, яка підготувала проект «Крайової конституції», що був затвердження «цісарським патентом» від 29 вересня 1850 року, й фактично набув статусу тимчасового закону.

Першим тимчасовим намісником Герцогства Буковина 23 березня 1849 року був призначений Едуард фон Бах. З червня цього ж року і до березня 1953 року цю посаду займав Антон Хенігер фон Себерг.

19 січня 1853 року Міністерств внутрішніх справ, юстиції і фінансів (на підставі цісарського патенту від 14 вересня 1852 року) видало розпорядження, яким регламентувало політичне управління коронними землями. А вже 6 березня того ж року Герцогство Буковина отримало першого крайового президента.

## Інститут крайового президента
Першим крайовим президентом став Франц фон Шмік. Щоправда до 23 травня 1854 року він перебував у статусі виконуючого обов'язки. Шмік був очільником краю до 1857-го року. Загалом за час існування інституту «Президента Герцогства Буковина» у цьому статусі перебували 16-ро осіб.
Буковинський крайовий президент призначався особисто Цісарем, і підпорядковувався безпосередньо віденському урядові. Президент володів всією повнотою влади у краї, очолював Буковинський крайовий уряд, мав доволі серйозні важелі впливу на Буковинський крайовий сейм - подав Цісарю на затвердження кандидатури Маршалка та його заступників. Номінально президент особисто очолював фінансову дирекцію, крайову шкільну раду, управління майна православного релігійного фонду, але практичне керівництво ними здійснювали інші чиновники. 

Крайовий президент був чиновником IV рангу з окладом 5 000 гульденів на рік. Розмір платні за цісарською санкцією був пізніше врегульований законами від 19 вересня 1898 року і 19 лютого 1907 року. Після 1907 року зарплата крайових президентів становила від 14 до 16 тис. крон окладу і 10 тис. крон додатку в рік.

Останнім Президентом Герцогства Буковина був граф Йосиф фон Ецдорф, який в листопаді 1918 року офіційно передав владу Омеляну Поповичу та Аурелу Ончулу (відповідно над «українською» та «румунською» частинами вже колишнього Герцогства Буковина).

## Характерні риси окремих президентів
На посаду крайового президента призначалися люди різного соціального стану, різної підготовленості, з різними політичними орієнтаціями і винятково з інших коронних земель імперії. Так, барон Краупф до буковинського президентства був президентом поліції у Відні; барон Бургіньон - віце-президентом Нижньоавстрійського намісництва; граф Меран — радником намісництва й управителем староства в Бретонці.

Всіх їх об'єднувало неухильне служіння інтересам Габсбургам, забезпечення вірнопідданства і законопослушності в краї. Показовими щодо цього є слова Октавіана Регнера Блейлебена, сказані при вступі на посаду Буковинського крайового президента у 1904 році: 
|  | ...першим моїм стремлінням буде переконати край про те, що зміна осіб не є рівнозначною зміною системи... |

Аналогічною, по-суті, була й інаугураційна заява графа Гьосса: 
|  | ...політична управа мусить бути в сім краю ... наскрізь совістна, справедлива і строго безсторонна, а закони і розпорядження повинні сповнятися без огляду на конфесію, народність, стан і заможність дотичних сторін і без огляду на те, чи хто великий, чи малий... |

Посада президента Буковини розглядалась в Австрії як досить складна політична школа. Це визнавалось і місцевими елітами. В одному з своїх номерів газета «Буковина» з цього приводу писала: 
|  | ...треба признати, що справді буковинська президентура не є становиском легким, коли бажає ся удержати контакт з напрямом політики центрального правительства і заразом узагальнюючи справедливі вимоги крайових сторонництв і народностей... |

Для одних посада Буковинського крайового президента стала трампліном для дальшого росту Гьосс, наприклад, став намісником у Трієсті, Блейлебен - намісником у Моравії, Меран - намісником у Тіролі і Бретонці, князь Гогенлое у 1906 році очолив віденський уряд. Інших вона привела до завершення політичної кар'єри і виходу у відставку. Так, через конфлікт із румунським бароном Мустяцою у 1892 році був звільнений крайовий президент Пасс. Через 10 років подібна доля спіткала і крайового президента Бургіньона через конфлікт з українським послом Австрійського Парламенту і Буковинського крайового сейму Миколою Васильком. З приводу нього Микола фон Василько заявляв: 
|  | ...відношення руського народу до ... президента краю є того роду, що я можу в імені руського народу спокійно кликнути: правдоподібно до непобачення... |

Після виходу у відставку Бургіньон проживав у Відні як приватна особа.

І тільки одиницям вдалося заслужити конкретними справами, стилем керівництва повагу в краї. Таким, за оцінками тодішньої преси, був президент Піно, який глибоко вникав у політичні, соціальні та національні проблеми краю, вивчав українську і румунську мови, але змушений був покинути службу через сліпоту. Стосовно нього газета «Буковина» писала:
|  | ...Небагато в Австрії мужів з такими незвичайними адміністраційними здібностями, а вже ледве де так дуже треба такого чоловіка, як у нас, в сій справді мініатюрній Австрії... |

Достатньо прихильно до автохтонного населення Буковини (українців) ставились Пасс та Блейлебен. Про останнього, щоправда, преса писала:
|  | ...вміє кожну політичну партію задовільнити ... хто мав спосібність приглядітися до політичної і урядової роботи Блейлебена, мусив запримітити, що барон Бляйлебен ходив все поміж дощ і жив тільки із сьогодні на завтра, зважаючи єдино на свою власну особу, щоб на всім вийти добре... |

Із зрозумілих причин, не особливо оглядаючись на Відень, міг діяти на посаді крайового президента принц Конрад Гогенлое, який сприяв реформуванню виборчої системи та запровадженню вільних виборів. Його наступник Блейлебен про свого попередника говорив наступне:
|  | ...Се був перший президент Буковини, на якого гляділи всі міроздатні партії... з рівною любов'ю, а то прямо і з оцінкою, яка межує з почитанєм... |

Граф Йозеф Ецдорф (24 квітня 1917 – 6 листопада 1918 рр.). Першим дослужився посади президента,живучи і працюючи на Буковині, куди приїхав звичайним урядовцем. У жовтні 1918 р. виступив із засудом «Національної ради» у Відні, яка пропонувала розподіл Буковини за національною ознакою. 6 листопада 1918 р. передав свої повноваження Крайовому комітету. Про нього Омелян Попович у своїх спогадах писав:
|  | ...чоловік спосібний, енергійний і діяльний, та який не мав уже часу й нагоди розвинути своїх здібностей ... |